# Conselice

Conselice (Cusêls en dialecte romagnol) est une commune de la province de Ravenne dans la région Émilie-Romagne en Italie.

## Géographie
le territoire de Conselice, d’une superficie d’environ 6298 ha, est entièrement en plaine et fait confins au nord avec la province de Ferrare (commune d’Argenta à 16 km) et avec Alfonsine; à l’est avec Lugo et Massa Lombarda (8 km); au Sud toujours avec Massa Lombarda et à l’ouest avec la province de Bologne (commune d’Imola à 18 km).
Le territoire est traversé par la route nationale SS610, la route provinciale SP13 et la ligne de chemin de fer  Ferrara-Lugo.
Le cours d’eau principal est le canal Zaniolo qui provient d’Imola et qui se jette dans le canal collecteur droit du Reno (fleuve), fleuve qui avec le Sillaro effleurent le territoire de la commune.
Les communes voisines sont :
- Ferrare 47 km

## Histoire

### Période antique
Les recherches archéologiques des années 1992-1995 sur le territoire de la commune ont mis à la lumière une grande quantité de coquillages et autres matériaux d’origine lagunaire, parmi ceux-ci une huitre, qui a été datée au radiocarbone de 2635 ans. Ces analyses montrent que Conselice se trouvait sur la limite de la vaste étendue humide de la valle Padusa.
Sur un parchemin en latin du XIe siècle et conservé aux archives communales, apparaît le nom de Caput Silicis. Dans le réseau de la centuriation romaine, le site de Conselice était dans l’axe avec Forum Cornelii (Imola).

### Du Moyen Âge à l'Unité de l'Italie
- Le premier document évoquant Portus de Capite selcis est daté du 5 juin 1084. Le parchemin, signé par l’archevêque d’Imola, fait référence à ce lieu qui servait de port à la commune d’Imola et lui permettait, via le Pô de Primaro (principal bras du Pô à cette époque), un accès direct au port de Venise et autres ports de l’Adriatique.
- C’est en 1126 que date la plus ancienne attestation archéologique de l’existence du port lagunaire de Conselice.
- Dans la Descriptio provinciae Romandiolae de 1371[2], Conselice apparaît comme cité fortifiée, appartenant au Saint-Siège avec 34 foyers (familles).
- En 1408, le fief de Conselice est cédé à la famille d'Este de Ferrare qui y resta pendant deux siècles.
- En 1598, la fin de la dynastie d'Este, Conselice retourna à la papauté.
- En 1796, la conquête française met fin à la domination pontificale jusqu’en 1815.
- En 1859, annexion au royaume de Sardaigne, la commune de Conselice fut incluse dans la province de Ravenne.

### De l'Unité à la libération
En 1871, une enquête menée par Stefano Jacini trace un cadre de la gestion du territoire de Conselice et démontre que la situation n’a guère évolué depuis le début du siècle : une poignée de familles forestières, non résidents dans la commune, possédaient la majeure partie des terres alors que la grande partie des habitants de la commune n’avaient que de petites parcelles agricoles.
Les deux tiers des territoires étaient composés de zones humides (certaines sèches l’été et impraticables l’hiver). 20 % des terres constituaient des marécages permanents et seulement 15 % de terrains cultivables
Développement au cours du XIXe siècle de la riziculture et de l’élevage des grenouilles sur les terrains humides du nord, entre la commune de Lavazzola et le Pô de Primaro.
Les 20 et 21 mai 1890 sont marqués par une sanglante manifestation des ouvriers des rizières et des chômeurs qui réclamaient de meilleures conditions de vie ; Journées qui s’acheva par trois morts et qui marqua pour la commune comme pour toute la plaine du Pô, le début des sociétés coopératives ouvrières et des premières organisations syndicales.
Après la Première Guerre mondiale, début des travaux d’assainissement des terres communales humides et une mécanisation du travail agricole, intensification de la culture betteravière et fruitière.
La période de la guerre 1944-1945, est marquée par les bombardements et la destruction des remblais du Sillaro, de la ligne de chemin de fer, du pont sur le Reno et la destruction de 16 édifices publics.

## Monuments et lieux d’intérêt
- Église de San Martino : édifiée en 1820,
- le Moulin de S. Patrizio, Le moulin de S.Patrizio construit vers la fin du XVe siècle, sur l’antique cours d’eau du système de bonification des terres alimenté par le canal des moulins d'Imola, reliait Imola avec le port de Conselice. C’était un corps de bâtiment de deux étages qui enjambait le canal et qui conserve encore sa vieille machinerie[4],[5].
- Monument à la mémoire des mondine (ouvrières des rizières),
- monument à la grenouille, une spécialité gastronomique de Conselice.
- l’Acquajoss – parc aquatique.

## Administration
| Période                                  | Période  | Identité            | Étiquette          | Qualité |
| ---------------------------------------- | -------- | ------------------- | ------------------ | ------- |
| 15/06/2004                               | En cours | Maurizio Filippucci | Parti démocratique |         |
| Les données manquantes sont à compléter. |          |                     |                    |         |

### Hameaux
Lavezzola, San Patrizio

### Communes limitrophes
Alfonsine, Argenta, Imola, Massa Lombarda

## Population

### Évolution de la population en janvier de chaque année
| 1861  | 1901  | 1921  | 1951  | 1961   | 1971  | 1981  | 1991  | 2001  |
| ----- | ----- | ----- | ----- | ------ | ----- | ----- | ----- | ----- |
| 5 440 | 7 718 | 8 659 | 9 598 | 10 033 | 9 758 | 9 660 | 9 075 | 8 822 |

| 2011   | - | - | - | - | - | - | - | - |
| ------ | - | - | - | - | - | - | - | - |
| 10 028 | - | - | - | - | - | - | - | - |

### Ethnies et minorités étrangères
Selon les données de l’Institut national de statistique (ISTAT) au 1er janvier 2010 la population étrangère résidente était de 1433 personnes.
Les nationalités majoritairement représentatives étaient :
| Pos. | Pays     | Population |
| ---- | -------- | ---------- |
| 1    | Maroc    | 467        |
| 2    | Roumanie | 276        |
| 3    | Albanie  | 217        |

### Personnalités liées à Conselice
- Eleuterio Felice Foresti (1789-1858), patriote.
- Pierino Fuzzi (1912), footballeur en série A des années 1940.
- Giovanni Emiliani (1922-2006), footballeur, série A des années 1940.
- Davide Bombardini (1974), footballeur, série A les années 2002, 2006, 2008 et 2010.

### Fêtes et évènements
- Carnevale de San Grugnone à Conselica
- Madóna d'j Garzon : le 25 mars
- Carnaval des fleurs en nocturne : dernière semaine de juin
- Moto Raduno nazionale femminile : fin de la dernière semaine de juin
- Sacre de la grenouille : troisième semaine de septembre
- "San Martino d'Oro", concours de poésie en dialecte romagnol, le 10 novembre
- San Martino, Fête patronale le 11 novembre
- Veille de Noël, nuit du 24 décembre
- Lôm a merz (Lumières de mars). Dernier mercredi de carnaval
- Sacre des "Tortellone"[6], dernière semaine d’août
- Sacre de la "Porchetta et del Tortellino" (cochon à la broche), troisième semaine de mai.

## Jumelage
- Bourgoin-Jallieu (France)
- Velika Plana (Serbie)
- Bitritto (Italie)

## Note
1. ↑  (it) Popolazione residente e bilancio demografico sur le site de l'ISTAT.
2. ↑  Document historique et fondamental pour la connaissance des pays et des habitants de la Basse Romagne
3. ↑  Président de la commission d'enquête sur les conditions de l'agriculture en Italie de 1881 à 1886, et a publié un volumineux rapport, connu sous le nom de sondage de Jacini
4. ↑  Lettre envoyée par la duchesse d’Este aux habitants de Conselice le 2 mars 1483 et sur l’expertise des possessions du duc Francesco Pico della Mirandola, imprimé à Rome en 1762.
5. ↑  Hors fonction mais son état de conservation le fait passer comme monument national.
6. ↑  Pâte aux œufs rempli de viande, jambon et parmesan (voir cuisine romagnole)

## Sources
- (it) Cet article est partiellement ou en totalité issu de l’article de Wikipédia en italien intitulé « Conselice » (voir la liste des auteurs) le 05/07/2012.